# Tribunus laticlavius
Tribunus laticlavius (slovensko tribun s širokim trakom) je bil v Rimski republiki in Principatu eden od šestih vojaških tribunov v rimski legiji. Tribuni laticlavii so bili običajno  mladeniči iz aristokratskih družin ali prijatelji poveljnika legije (legatus legionis), stari okoli 20 let. Položaj tribunus laticlavius je bil prvi korak na cursus honorum. 

## Opis
Položaj je bil ustanovljen med marijskimi reformami kot drugi najvišji čin v legiji, višji od petih tribunov z ozkim trakom (tribunus angusticlavius) in kasneje prefekta tabora (praefectus castrorum). Tribunus laticlavius je bil praviloma mlajši od 25 let, običajno okoli 20, in brez predhodnih vojaških izkušenj. Bil je član senatorske aristokracije, kar je bil razlog, da je lahko na tuniki nosil škrlatno črto. Po dveh ali treh letih služenja in vrnitvi v Rim je običajno kandidiral za kakšno politično funkcijo, običajno za kvesturo. Položaj tribuna je bil prvi korak tradicionalnega cursus honorum. Po 50. letih 3. stoletja je tribunus laticlavius izginil iz rimske vojske kot posledica splošnega trenda odstranitve senatorskega razreda iz vojaških poveljstev.